# Aligatorul
Aligatorul (în engleză Alligator) este un film de groază cu nuanțe satirice din 1980, regizat de Lewis Teague după un scenariu scris de John Sayles⁠(d). Scenariul filmului exploatează legenda urbană a crocodilului din canalizare⁠(d), care a apărut în anii 1950. Rolurile principale au fost interpretate de actorii Robert Forster⁠(d), Robin Riker⁠(d) și Michael V. Gazzo. Filmul conține, de asemenea, o apariție a actriței Sue Lyon în ultimul ei rol pe ecran.
Filmul, a cărui acțiune are loc într-un oraș din Statele Unite ale Americii, prezintă operațiunea de urmărire și capturare a unui aligator gigantic, care trăiește de ani de zile în rețeaua de canalizare a orașului și îi ucide pe oamenii întâlniți în preajma sa. Aligatorul fusese aruncat în toaletă, atunci când era doar un pui, și suferise mutații în urma ingerării unor hormoni de creștere.
Realizat într-o perioadă caracterizată prin apariția a numeroase filme cu monștri, în care omul devine adesea victima „răzbunării naturii”, Aligatorul conține numeroase asemănări cu „blockbuster”-urile Fălci (1975) și Piranha (1978) și se remarcă prin scenariul de bună calitate al lui John Sayles și prin regizarea iscusită de către Lewis Teague. Criticii de film au evidențiat că Aligatorul respectă formula specifică a filmelor cu monștri, dar se ridică la un nivel mai înalt prin umorul său de bună calitate și prin introducerea unor elemente de critică socială.
O continuare intitulată Aligatorul II⁠(d) a fost lansată direct în format video în 1991. În ciuda titlului, acest film nu are aceleași personaje și nici aceiași actori ca filmul original, iar acțiunea este în esență asemănătoare cu cea a primului film. Un joc de societate inspirat de acest film a fost distribuit de Ideal Toy Company⁠(d) în 1980.

## Rezumat
În 1968 o adolescentă aflată în vacanță împreună cu familia ei în Florida cumpără un pui de aligator american de la o fermă de crocodili. După ce familia se întoarce acasă, tatăl ursuz al fetei, care suferă de fobie de animale, aruncă imediat aligatorul, pe care fata îl numise Ramón, în vasul de toaletă al familiei și îl trimite astfel în rețeaua de canalizare al orașului.
Doisprezece ani mai târziu, în 1980, aligatorul supraviețuiește hrănindu-se cu animale de companie moarte, care sunt aruncate în rețeaua de canalizare. Unele animale fuseseră folosite de compania locală Slade Pharmaceutical pentru testarea unei formule experimentale destinate să crească producția de carne din fermele agricole, fiind injectate cu hormoni de creștere. Compania abandonase, între timp, acest proiect de cercetare, deoarece hormonii injectați creșteau nu doar dimensiunile, ci și metabolismul animalului, făcându-l să dobândească un apetit insațiabil. Puiul de aligator ingerase în cursul anilor cantități mari din hormonul de creștere, suferind mutații și devenind un monstru de 10–11 m cu o piele aproape impenetrabilă, asemănător cu crocodilii masivi din Cretacicul târziu care-i vânau pe dinozaurii de dimensiuni mici.
Aligatorul începe să-i pândească și să-i devoreze pe muncitorii pe care îi întâlnește în canalizare, iar apariția în bazinele de filtrare a unor părți ale corpului îl atrage pe ofițerul de poliție David Madison, care, după un caz terminat prost în Saint Louis, a dobândit reputația că partenerii săi au un sfârșit tragic. În timp ce David lucrează la acest nou caz, șeful său, Clark, îl prezintă erpetoloagei Marisa Kendall, femeia care, în adolescență, cumpărase aligatorul. David și Marisa colaborează la această investigație și devin ulterior iubiți.
Reputația lui David ca partener-ucigaș este confirmată atunci când aligatorul îl înhață pe tânărul polițist Kelly, care îl însoțește pe David în canalizare în căutarea unor indicii. Nimeni nu crede povestea lui David, din cauza lipsei cadavrului și parțial a intervenției magnatului local, care a sponsorizat experimentele ilegale de creștere și vrea să împiedice ancheta. Această situație se schimbă atunci când reporterul de tabloid Thomas Kemp pătrunde el însuși în canalizare și, sacrificându-și propria viață, furnizează dovezi fotografice ale fiarei. Povestea atrage rapid atenția publicului, panica se instalează în rândul localnicilor și este organizată o vânătoare a monstrului de către întregul oraș.
După ce poliția încearcă fără succes să scoată aligatorul din canalizare și să-l captureze, primarul îl suspendă din funcție pe David și solicită intervenția unei echipe SWAT. Aligatorul scapă de urmăritori și iese la suprafață, omorând mai întâi un ofițer de poliție și apoi un băiat care, în timpul unei petreceri, este împins în piscina unde se ascundea aligatorul.
Urmărirea aligatorului continuă și este angajat un vânător de animale mari, colonelul Brock, pentru a ucide animalul care amenința viața locuitorilor. Eforturile municipalității eșuează încă o dată: Brock este ucis în timp ce urmărea fiara într-o suburbie a orașului, polițiștii acționează haotic și cad ei înșiși victime, iar aligatorul ajunge la o petrecere de nuntă din înalta societate găzduită chiar la conacul lui Slade; printre cei uciși se află însuși Slade, primarul orașului și omul de știință angajat de magnat pentru realizarea experimentelor hormonale. În cele din urmă, aligatorul se întoarce singur în canalizare, unde este așteptat de David, care detonează câteva bare de dinamită și astfel ucide fiara. În timp ce David și Marisa se îndepărtează de explozie, un alt pui de aligator cade prin canalul de scurgere în canalizare, făcând posibilă o repetare a acestui ciclu.

## Distribuție
- Robert Forster⁠(d) — detectivul David Madison[3][14]
- Robin Riker⁠(d) — prof. dr. Marisa Kendall, specialist erpetolog[3][14]
- Michael V. Gazzo — Clark, șeful poliției (menționat Michael Gazzo)[14]
- Dean Jagger⁠(d) — magnatul local Slade, proprietarul companiei Slade Pharmaceutical[3][14]
- Sydney Lassick⁠(d) — Luke Gutchel, proprietarul unui magazin de animale de companie (menționat Sidney Lassick)[3]
- Jack Carter⁠(d) — primarul Ledeux[3][14]
- Perry Lang⁠(d) — polițistul Jim Kelly, însoțitorul lui Madison în expediția din canalizare[3][14]
- Henry Silva⁠(d) — colonelul Brock, vânătorul de animale mari[3][14]
- Bart Braverman⁠(d) — reporterul de tabloid Thomas Kemp[3][14]
- John Lisbon Wood — nebunul cu bomba de la secția de poliție[3]
- James Ingersoll — Arthur Helms, omul de știință angajat de Slade[3]
- Robert Doyle⁠(d) — Bill Kendall, tatăl Marisei[3]
- Patti Jerome — Madeline Kendall, mama Marisei[3]
- Angel Tompkins⁠(d) — reportera care-i ia un interviu Marisei Kendall[3][26]
- Sue Lyon — reportera de teren a postului TV NBC[26]
- Leslie Brown⁠(d) — fetița Marisa[4]
- Buckley Norris — medicul legist Bob (menționat Buckly Norris)[4]
- Royce D. Applegate⁠(d) — muncitorul instalator Callan[3]
- Tom Kindle — crainicul luptei cu aligatorii[31]
- Jim Brockett — Bobby Purcell, luptătorul cu aligatorii din Florida[31]
- Simmy Bow — Seedy, vânzătorul de aligatori arestat la cererea lui Madison[31]
- Jim Boeke⁠(d) — polițistul Shamsky[4]
- Stan Haze — polițistul Meyer[31]
- James Arone — polițistul Sloan[31]
- Peter Miller⁠(d) — sergentul Rice, responsabilul cu logistica[4]
- Pat Petersen⁠(d) — băiețelul Joey[4]
- Micole Mercurio⁠(d) — mama lui Joey (menționată Micol)[4]
- Frederick Long — polițistul Sparks, cel care developează fotografiile lui Kemp[31]
- Ed Brodow — polițistul Ross[31]
- Larry Margo — polițistul Stanley[31]
- Philip Luther — polițistul Purdy[31]
- John F. Goff — polițistul Ashe[31]
- Elizabeth Halsey — polițistă[31]
- Barry Chase — polițist[31]
- Richard Partlow — polițistul care-l cheamă pe Madison de la bazinul de colectare[31]
- Jerado Decordovier — vânzătorul aligatorului Ramón (menționat Jeradio De Cordovier)[31]
- Dick Richards⁠(d) — vânzător de aligatori[4]
- Vincent De Stefano — vânzător de aligatori[31]
- JoJo D'Amore — vânzător de aligatori (menționat Jo Jo D'Amore)[31]
- Bella Bruck — dna Loomis, proprietara câinelului Taffy[31]
- Kendall Carly Browne⁠(d) — asistenta medicală Ann[4]
- Danny Baseda — Frank, șeful unei echipe SWAT care comunică prin radio[31]
- Tink Williams — golanul Hector, recrutat de col. Brock[31]
- Corkey Ford — golanul Chi Chi, recrutat de col. Brock (menționat Corky Ford)[31]
- Charles R. Penland — golanul Tyrone, recrutat de col. Brock[31]
- Anita Keith — femeia în vârstă care blochează gura de canal cu mașina[31]
- Margaret Muse — organizatoarea petrecerii de nuntă[31]
- Michael Misita — reporterul 1[31]
- Harold Greene — reporterul 2 (de la postul TV ABC)[31]
- Jim Alquist — reporterul 3[31]
- Margie Platt — mireasa, fiica lui Slade[31]
- Nike Zachmanoglou — servitoarea de la nuntă[31]
- Gloria Morrison — femeia cu care vorbește Slade la grătar[31]
- Mike Mazurki⁠(d) — paznicul de la intrarea pe domeniul Slade (menționat Michael Mazurki)[4]
- Kane Hodder⁠(d) — Ramón Aligatorul (nemenționat)[31]
- Robert Hammond — invitat la nuntă (nemenționat)[31]
- Amy Panter — invitată la nuntă (nemenționată)[31]

## Context istoric
Anii 1970 au fost caracterizați, potrivit istoricilor de film, prin apariția a numeroase filme cu monștri, în care omul devine adesea victima „răzbunării naturii”. Unele filme apărute în acei ani prezintă comportamentul agresiv al animalelor față de oameni în urma încălcării echilibrului ecologic prin folosirea unor substanțe dăunătoare precum otrăvurile sau pesticidele: invazia unor iepuri mutanți în Night of the Lepus (1972), atacul mai multor specii de animale asupra membrilor unei familii americane în Frogs (1972), agresivitatea letală a unor șobolani uriași în The Food of the Gods (1976), invazia unor tarantule gigantice într-o zonă rurală în Kingdom of the Spiders (1977) și atacul unor furnici mutante în Empire of the Ants (1977). Succesul financiar uriaș al filmului Fălci (1975) al lui Steven Spielberg a determinat marile studiouri americane să introducă în planurile de producție un număr tot mai mare de filme cu monștri sângeroși precum Grizzly (1976) și Piranha (1978), care prezentau confruntări îndârjite ale omului cu fiarele sălbatice.
Lansarea în 1980 a filmului Aligatorul în care un crocodil monstruos din rețeaua de canalizare provoacă teroare într-un oraș american a reprezentat o prelungire în deceniul următor a temei „răzbunării naturii” din zilele sale de glorie ale cinematografiei horror. În ciuda faptului că a fost realizat cu buget redus și a considerării sale de către unii critici ca o imitație ieftină a filmelor Fălci (1975) și Piranha (1978), filmul se remarcă prin scenariul de bună calitate al lui John Sayles și prin regizarea iscusită de către Lewis Teague (care a continuat să exploateze această temă și în filmele sale ulterioare, în special în Cujo (1983)). Asemănările cu filmele Fălci și Piranha au fost intenționate, potrivit regizorului Teague, mai ales datorită faptului că scenaristul John Sayles era autorul scenariului filmului Piranha, care apăruse cu doi ani mai înainte.
Filmul regizat de Lewis Teague conține o mare parte a elementelor horror tipice filmelor cu animale agresive din anii 1970: realizarea unor experimente ilegale de o companie interesată doar de propriul profit, existența a numeroase cadre filmate din perspectiva aligatorului, încercările eșuate ale militarilor (sau, în acest caz, ale trupelor SWAT) de capturare sau ucidere a fiarei, masacrul prezentat în mod explicit și „cârligul” obligatoriu pentru o continuare viitoare.

## Producție

### Scenariu

#### Varianta inițială
Aligatorul a fost produs de compania Alligator Inc., după un scenariu alcătuit de John Sayles pe baza unei povestiri scrise împreună cu Frank Ray Perilli, și a fost regizat de Lewis Teague. Producătorul Brandon Chase, proprietarul companiei Group One Production, intrase în anii 1970 în posesia unui scenariu intitulat Alligator, care fusese inspirat de legenda urbană a aligatorilor care trăiesc în canalizare, în special de o relatare a găsirii unor aligatori în New York. Acțiunea acestui scenariu, care fusese scris de Frank Ray Perilli, se derula în orașul Milwaukee.
Intenția realizării acestui film a fost anunțată pentru prima dată de producătorul Brandon Chase în anul 1976. Chase a anunțat într-un articol publicat la 10 ianuarie 1977 în ziarul Los Angeles Times că acțiunea filmului va avea loc în statul Wisconsin, că filmările vor fi făcute în statul Georgia și că bugetul alocat va fi de 1,8 milioane de dolari, din care 100.000 de dolari doar pentru confecționarea aligatorului de recuzită. Producătorul avusese succes cu filmul The Giant Spider Invasion (1975) și afirma cu această ocazie că preferințele publicului se schimbaseră în ultima vreme: „Astăzi, publicul caută ceva diferit. Chestii uriașe care vin din spațiul cosmic sau apar din canalizare sunt diferite.”. Primul regizor contactat a fost Joe Dante, care făcuse anterior filmul Piranha (1978), după scenariul lui John Sayles, dar Dante a refuzat. În această circumstanță, Chase l-a contactat pe cineastul Lewis Teague (n. 1938), care urmase cursuri de producție de film, alături de Martin Scorsese și Brian De Palma, la New York University, lucrase ca asistent al lui Sydney Pollack în cadrul companiei Universal, fusese director de producție al documentarului Woodstock (1970), regizase filme documentare pentru televiziunea publică la începutul anilor 1970 și făcuse pasul către cinematografie, regizând filmul The Lady in Red (1979), produs de compania New World Pictures.
Varianta scenaristică a lui Perilli era destul de proastă, susținea Peter Smokler, directorul de imagine al echipei a II-a a filmului, iar Teague i-a transmis producătorului că este interesat să regizeze filmul numai în cazul rescrierii scenariului. În urma obținerii acordului necesar, Teague l-a contactat pe scenaristul John Sayles, care devenise cunoscut pentru scenariile filmelor Piranha (1978) și Bătălie peste stele (1980) și cu care colaborase recent la filmul The Lady in Red (1979). Într-un interviu ulterior, Sayles a declarat: „Nu era un scenariu bun. Așa că Lewis l-a convins pe producătorul Brandon Chase să mă angajeze. Mi-au dat acest scenariu a cărui acțiunea avea loc în Madison, Wisconsin. Aligatorul stătea în canalizare pe tot parcursul filmului. El nu ajungea niciodată la suprafață.”. Creșterea în dimensiune a aligatorului se datora, în varianta inițială, consumului de resturi alimentare de la o fabrică de bere, explicație pe care Sayles a considerat-o ca fiind lipsită de credibilitate. Aligatorul urma să fie ucis la o fabrică de cherestea abandonată prin aruncarea unei drujbe electrice în gura animalului.

#### Legenda urbană

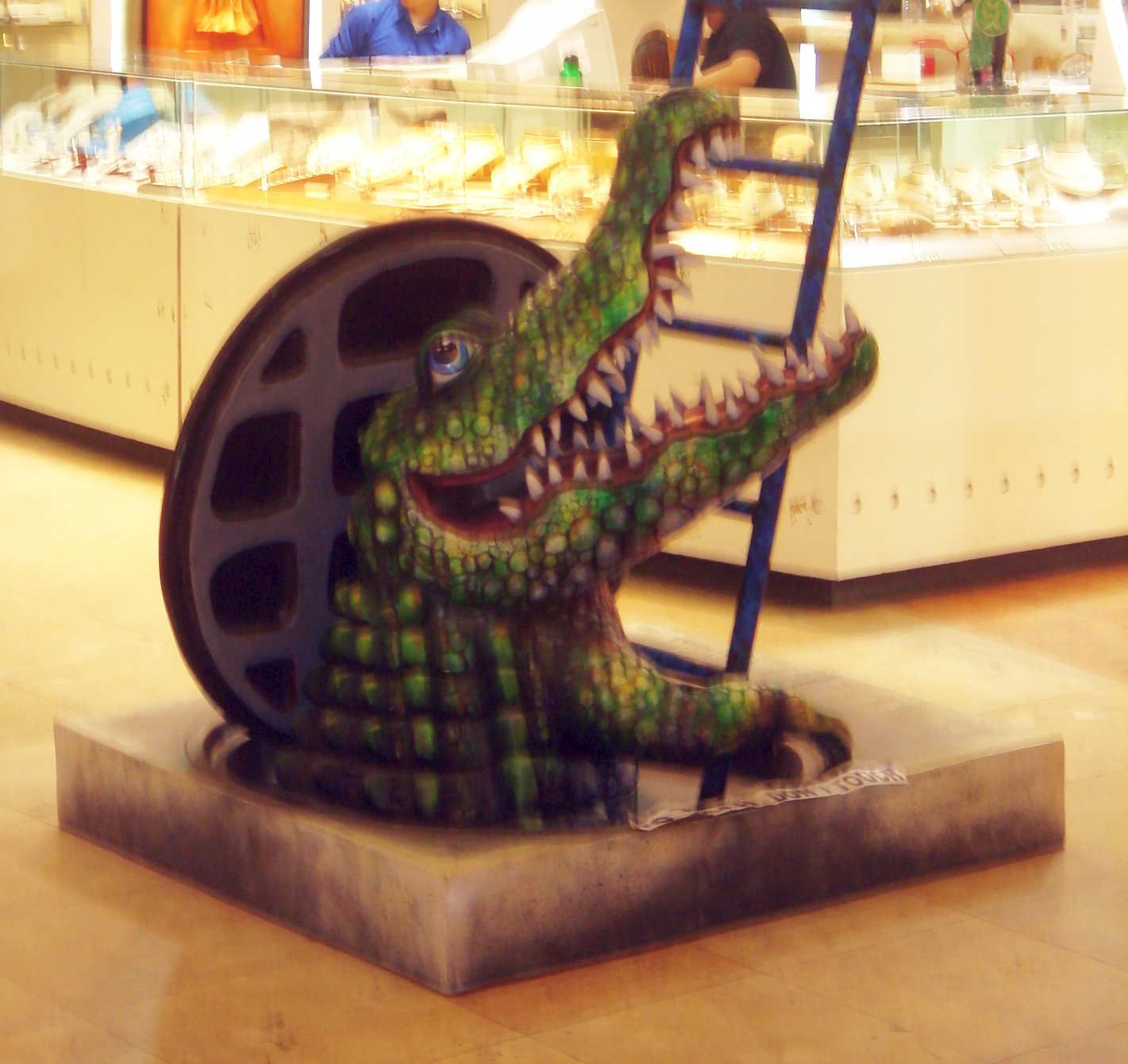
Crocodil ieşind din canal, temă de legendă urbană în unele regiuni

Scenaristul John Sayles a exploatat legenda urbană a prezenței unor reptile în canalizările marilor orașe și a plasat acțiunea principală într-un oraș din Midwest, unde o companie farmaceutică efectuase experimente ilegale cu hormoni de creștere și aruncase animalele folosite pentru testare în rețeaua de canalizare. Această legendă urbană apăruse, potrivit revistei științifice Journal of American Folklore, la sfârșitul anilor 1920 și începutul anilor 1930 și se datora în mare măsură relatărilor unor lucrători din rețelele de canalizare: astfel, un angajat al Biroului de Autostrăzi și Canalizare din Pittsburgh a susținut în anul 1927 că a găsit un aligator de 3 picioare (0,91 m) într-o secțiune de canalizare din partea de nord a orașului, iar Teddy May, comisarul responsabil cu canalizarea din New York, a declarat câțiva ani mai târziu că muncitorii i-au raportat încă din 1935 că au văzut aligatori în canalele orașului. May nu i-ar fi crezut pe muncitori, dar a organizat totuși o campanie de exterminare în care a folosit alimente otrăvite și inundarea tunelurilor laterale și a anunțat în anul 1937 că nu mai există aligatori în canalizarea orașului.
Alte rapoarte cu privire la existența aligatorilor în canalizarea New York-ului datează din 1948 și 1966, dar nu au fost confirmate. Extinderea legendei a avut loc în anii 1950 la New York, când populația a început să cumpere pui de aligator pentru a-i dărui copiilor. Puii de aligator nu aveau o viață lungă, nefiind îngrijiți cu destulă grijă, și s-a răspândit legenda că unii au fost aruncați în vasul de toaletă atunci când au început să crească.
Relatările aligatorilor care trăiesc în canalizare nu au fost confirmate, dar au existat cazuri când pui de aligatori, ținuți ilegal ca animale de companie, au fost salvați de acolo. Aligatorii pot supraviețui în canalizarea din New York pentru o perioadă scurtă de timp, dar supraviețuirea pe termen lung nu este posibilă din cauza temperaturilor scăzute și a bacteriilor din fecalele umane. Scenaristul John Sayles și-a imaginat totuși că aligatorul ajuns în canalizarea orașului s-a hrănit cu resturi alimentare provenite în urma tratării unor animale cu hormoni de creștere și a atins dimensiuni gigantice și un apetit foarte mare. Potrivit unui articol publicat la 17 mai 1980 în revista Box Office, scenariul atribuia în faza inițială mărimea și apetitul aligatorului hrănirii cu zahăr dextrorotator (substanță asemănătoare malțului), care fusese deversat în canalizare de o fabrică locală de bere.

#### Varianta finală

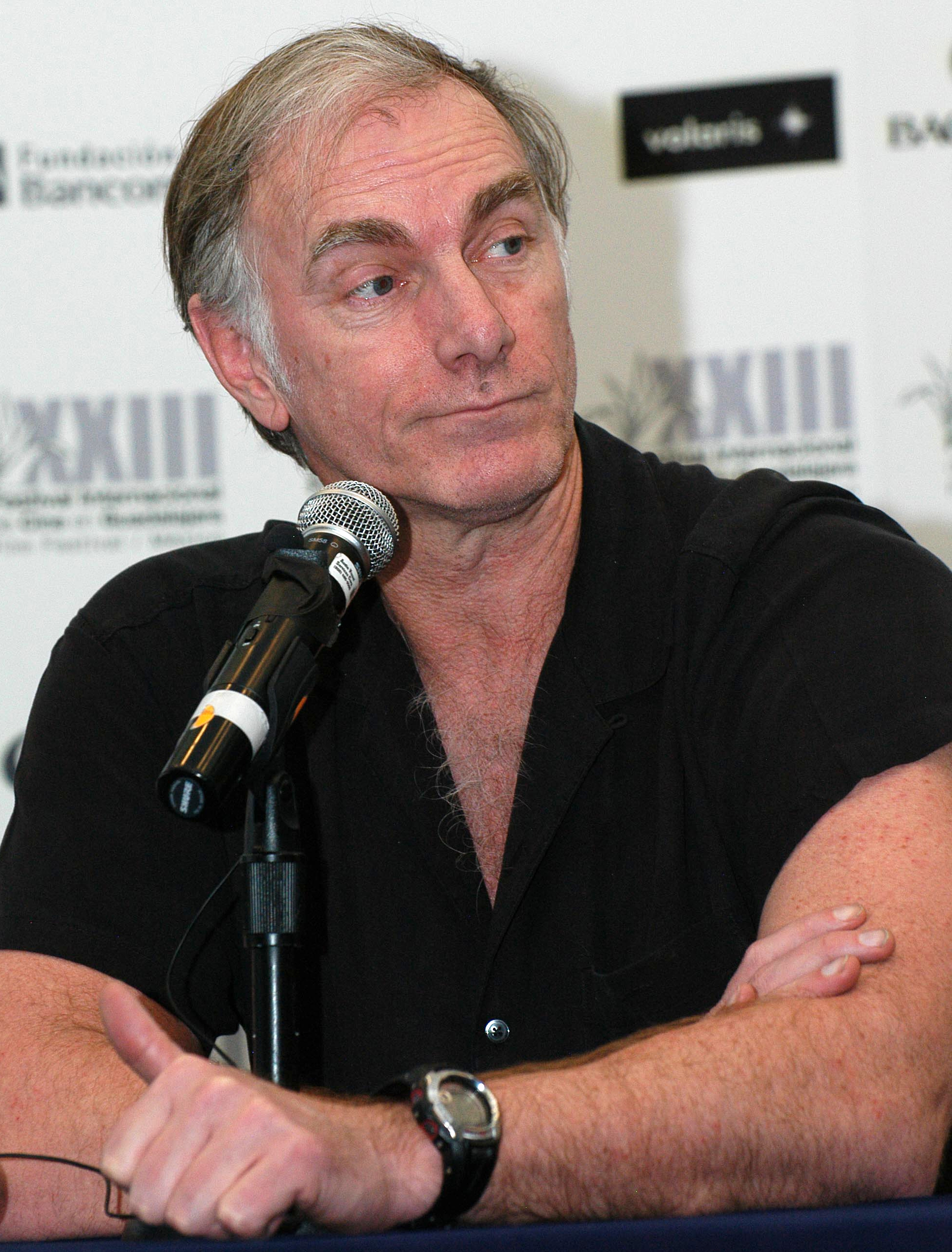
Scenaristul John Sayles. Fotografie din 2008.

Regizorul Lewis Teague considera că mitul prezenței crocodililor în rețeaua de canalizare era amuzant și a dorit să imprime filmului o tentă umoristică: „Motivul pentru care am spus «Da!» Aligatorului este că am crezut întotdeauna că mitul existenței aligatorilor în canalizarea New York-ului este amuzant. Așa că am vrut să fac un film amuzant. Am încercat să creez câteva momente înspăimântătoare, dar filmul a fost intenționat în primul rând să fie amuzant”. El i-a dat noului scenarist câteva îndrumări cu privire la povestea care urma să stea la baza filmului (existența unui secret bântuitor în trecutul personajului principal, care trebuie să-și învingă mai întâi demonii săi interiori pentru a putea învinge aligatorul), iar Sayles a îmbunătățit substanțial scenariul pe parcursul unei călătorii cu avionul de la New York la Los Angeles (sau, după altă sursă, către Tokyo, unde urma să participe la un festival de film).
Opțiunea scenaristică a lui Sayles a fost sintetizată astfel: „Ideea mea inițială era că aligatorul își croiește drum prin întregul sistem socio-economic. Iese din canalizare în ghetou, apoi merge într-un cartier al clasei de mijloc, apoi în suburbii și apoi într-un fel de zonă destinată populației cu venituri mari. Asta încă mai e acolo pe ecran, dar ei nu au putut filma atât de multe scene, ceea ce face ca aligatorul să se miște atât de repede, încât nu-i înțelegi deplasarea.”. Sayles a spus că „am scris multe chestii bune care nu au fost niciodată filmate, intrigi secundare întregi, pentru că acest aligator [de recuzită – n.n.] nu a putut să le facă. Acest aligator nu a putut să facă activitățile pe care ei au spus că poate să le facă. Nu a putut intra în apă, de exemplu.”. Unele elemente scenaristice au fost inspirate din filme mai vechi precum povestea de dragoste dintre vânătorul monstrului și expertul biolog (care este aici, ca și în alte filme, o femeie frumoasă), care provine potrivit unor autori din It Came from Beneath the Sea (1955). Alte elemente i-au fost sugerate scenaristului de actorul Robert Forster, care avea atunci un început de calviție și, în loc să îl ascundă, a cerut să fie incluse câteva glume pe acest subiect.
John Sayles a dus genul filmului cu monștri la un alt nivel prin introducerea unor elemente de critică socială. „Am început să mă gândesc la el ca la o boală socială. Și, la fel ca majoritatea bolilor sociale, nimeni nu le acordă atenție până când nu ajung la clasa de mijloc superioară. Cât timp aligatorul mănâncă oameni săraci, este ceva precum «Nu este atât de râu, verișorul tău a fost mâncat», dar când el ajunge în cele din urmă în suburbii abia atunci echipa SWAT intervine”, a explicat Sayles modul în care a gândit desfășurarea acțiunii. Astfel, crocodilul iese la suprafață într-un cartier ghetou, se deplasează într-un cartier al clasei de mijloc și ajunge în suburbiile populate de oameni bogați. Limitările bugetului au impus eliminarea unor scene care arătau deplasarea aligatorului prin oraș. Sayles a fost nevoit să scrie patru finaluri alternative, la cererea producătorilor care doreau să folosească crocodilul gigant în scopuri publicitare, și să decidă uciderea animalului într-o explozie convențională. Încasările obținute de John Sayles pentru scrierea scenariului acestui film au fost folosite ulterior pentru finanțarea producției filmului independent Return of the Secaucus 7 (1980), care a reprezentat debutul său regizoral.

### Pregătiri
Producătorii filmului au fost Brandon Chase (prod.), Robert S. Bremson (prod. executiv) și Tom Jacobson (prod. asociat). Producătorul Brandon Chase afirma într-un articol publicat la 10 ianuarie 1977 în ziarul Los Angeles Times că scenariul avea la bază mărturiile lucrătorilor companiei de canalizare din New York că ar fi găsit aligatori în rețeaua subterană a orașului. Filmul se afla atunci în faza de pregătire, iar producătorul anunța că bugetul alocat era de 1,8 milioane de dolari, pentru ca într-un articol publicat la 18 mai 1978 în revista The Hollywood Reporter să se precizeze că bugetul filmului era de 2 milioane de dolari. Producția filmului s-a întins pe durata a trei ani.
Filmul a avut totuși un buget redus în comparație cu necesitățile reale, ceea ce a făcut ca producătorii să nu-și poată permite să confecționeze un aligator gigantic la fel de realist precum rechinul din Fălci (1975), care a costat 500.000 de dolari. Brandon Chase a construit un model ușor din cauciuc și Styrofoam pe un cadru interior din ratan, dar, cum acesta începuse să se dezintegreze ca urmare a abandonării timp de câțiva ani într-o magazie, a contactat o companie specializată în efecte speciale pentru a-l reconstrui. Modelul avea o lungime de 36 de picioare (aprox. 11 metri) și o greutate de 150 de livre (aprox. 68 kg) și a fost confecționat de compania lui Ben Stansbury din lemn de ratan, fiind acoperit cu latex și vopsit manual. Dispozitivul mecanic care manevra capul și coada a fost creat de Richard Helmer, care contribuise la realizarea rechinului mecanic din filmul Fălci, și era destul de complex pentru a crea iluzia mișcării reale a unui aligator uriaș. Carcasa din cauciuc era de patru ori mai groasă decât cea originală, fiind făcută să reziste până la sfârșitul filmărilor. Modelul era foarte greu și trebuia manevrat de doi bărbați care urmau să se afle în interiorul său cu picioarele așezate în poziția picioarelor aligatorului. Producătorii se gândiseră inițial să folosească patru jucători de fotbal american, care să manevreze fiecare câte un picior al modelului, dar în final au fost angajați doi bărbați foarte solizi care abia puteau să miște modelul. Viitorul actor Bryan Cranston a lucrat ca asistent pentru efecte speciale la acest film și a fost însărcinat cu realizarea și trucarea „pântecelui aligatorului” pentru finalul filmului. Aligatorul de recuzită a fost amplasat într-o parcare din San Fernando Valley, în spatele studioului companiei Stansbury.
Teague și-a amintit mai târziu:
Am construit un aligator de 36 de picioare din cauciuc, cu un cadru de aluminiu care era articulat astfel încât picioarele să se poată mișca, și doi bărbați foarte solizi, cu picioare puternice, care trebuiau să suporte această greutate, au intrat înăuntru. Un bărbat avea picioarele în față, celălalt în spate și mergeau. Aceasta nu a fost ideea mea; eu eram foarte sceptic în această privință, căci aflasem toate problemele pe care Steven Spielberg le-a avut cu rechinul său uriaș din cauciuc atunci când făcuse Fălci. Știam istoria acelui film și că ei au folosit rechinul de cauciuc doar în câteva cadre. În cea mai mare parte, el a trebuit să creeze scene înfricoșătoare dintr-un anumit punct de vedere. Așa că aveam îndoielile mele cu privire la acest aligator de cauciuc, dar producătorul începuse deja să cheltuiască bani pentru a-l construi înainte de a mă fi angajat pe mine să regizez filmul.
Producătorii au căutat mai multe locuri de filmare și au decis în cele din urmă ca filmările să aibă loc în diferite spații din California și Midwest.

### Distribuția

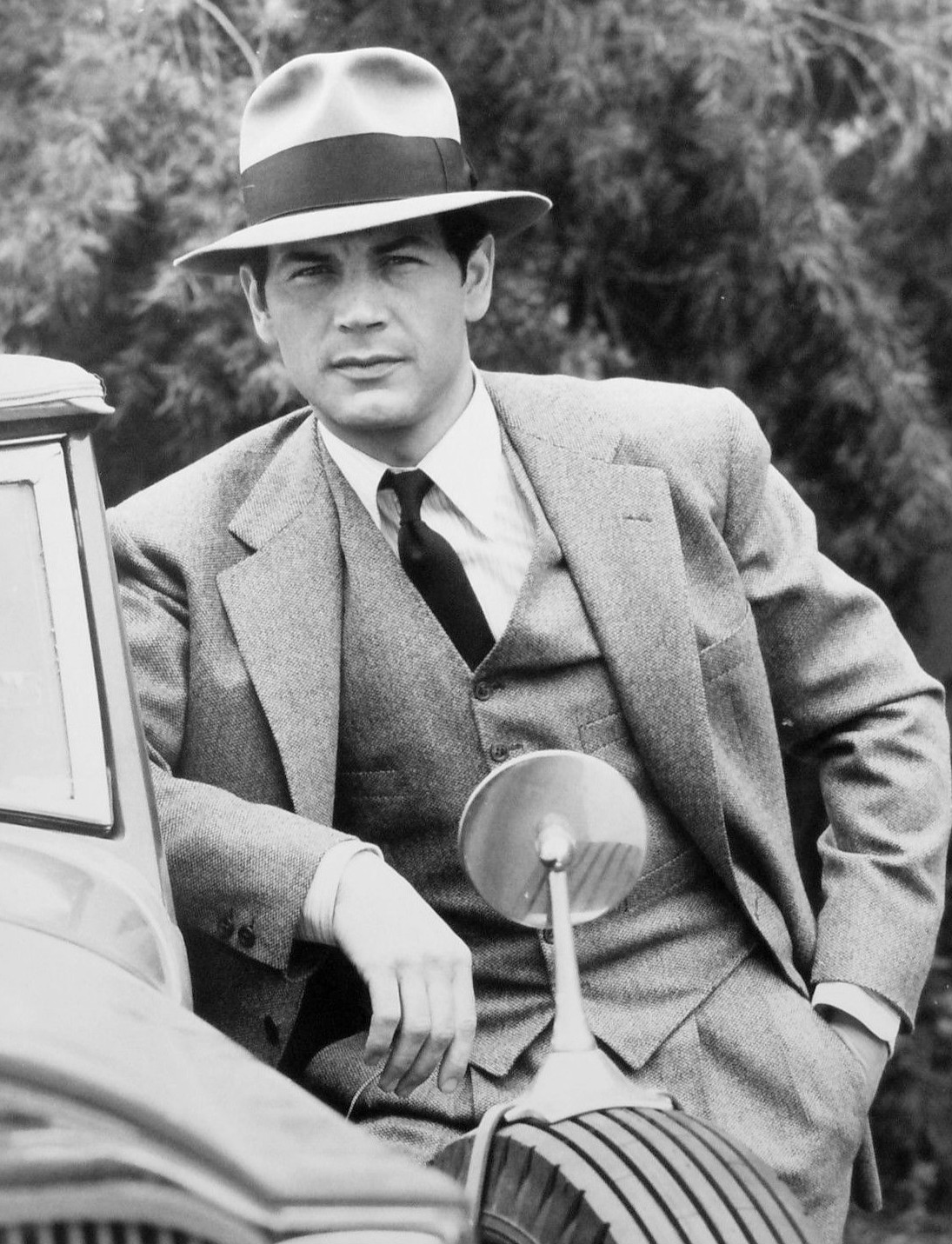
Actorul, interpretul principal, în serialul polițist Banyon (1972).

Spre deosebire de majoritatea filmelor cu buget redus, Aligatorul a avut parte de un colectiv de actori valoroși. Cap de listă este Robert Forster⁠(d) (1941–2019), care debutase cu un rol secundar în Reflections in a Golden Eye (1967) al lui John Huston, jucase roluri importante în The Stalking Moon (1968) al lui Robert Mulligan, Justine (1969) al lui George Cukor, Medium Cool (1969) al lui Haskell Wexler, The Don Is Dead (1973) al lui Richard Fleischer și Avalanche (1978) al lui Corey Allen și era cunoscut recent pentru interpretarea sa din filmul Gaura neagră (1979) al lui Gary Nelson. Distribuirea lui Forster în rolul detectivului Madison a fost o altă condiție pusă de Teague, care fusese impresionat, în calitate de regizor al echipei a II-a, de stilul interpretativ serios al actorului în timpul turnării filmului Avalanche (1978) și îl distribuise apoi într-un rol mărunt (nemenționat pe generic) în filmul cu gangsteri The Lady in Red (1979).
Forster era un actor versatil care a obținut rar rolurile potrivite și a conferit credibilitate personajului laconic și sceptic pe care l-a interpretat; el a oferit, în plus, câteva idei care au fost incluse în scenariu. Actorului nu i-a păsat că Aligatorul era un film de categoria B și a declarat într-un comentariu audio pentru DVD-ul Lionsgate din 2007 că „acest film – încântător – nu cerea mai mult decât să fiu [eu însumi] – o ființă umană incredibil de simplă, cu valori – așa că m-am adus pe platou, am făcut câteva glume cu privire la păr, și gata!”. În mod paradoxal, cariera lui Forster a început să decadă după Aligatorul, iar actorul a jucat ulterior în filme tot mai ieftine, până când și a fost distribuit de Quentin Tarantino în rolul personajului Max Cherry din filmul Jackie Brown (1997), care i-a adus o nominalizare la Premiul Oscar pentru cel mai bun actor în rol secundar. Tarantino a mărturisit ulterior că văzuse în tinerețe filmul Aligatorul, în urma citirii recenziei lui Kevin Thomas din Los Angeles Times, și fusese captivat de interpretările lui Robert Forster și Robin Rikers, apoi urmărise filmele de categoria B în care jucase Forster.
Distribuția este formată și din alți actori talentați precum Robin Riker⁠(d) (care a avut aici singura sa colaborare semnificativă la un film horror), Michael V. Gazzo (interpretul mafiotului Frank Pentangeli în Nașul: Partea a II-a), Sydney Lassick⁠(d) (cunoscut din filmul Zbor deasupra unui cuib de cuci), Henry Silva⁠(d) (o figură cunoscută a filmelor de categoria B), Dean Jagger⁠(d) (câștigător al Premiului Oscar pentru cel mai bun actor în rol secundar pentru rolul său din Twelve O'Clock High) și Jack Carter⁠(d). Actrița Sue Lyon (1946–2019), cunoscută ca interpretă a personajului titular al filmului Lolita al lui Stanley Kubrick și apoi pentru rolurile jucate în Noaptea iguanei (1964), 7 Women (1966), Tony Rome (1967), Four Rode Out (1971) și Evel Knievel (1971), a apărut în acest film în rolul reporterei de la NBC, ultimul său rol pe ecran.

### Filmări
Regizorul Lewis Teague a studiat modul de realizare a unor scene terifiante din mai multe filme, în principal Așteaptă până se întunecă (1967) al lui Terence Young și Fălci (1975) al lui Steven Spielberg, având intenția să creeze un film înfricoșător. A fost nevoit, cu toate acestea, să-și schimbe planurile chiar înaintea începerii filmărilor deoarece, atunci când a efectuat primele probe cu aligatorul de recuzită, „toată lumea a izbucnit în râs”. Reacția publicului de ocazie l-a determinat să încerce să îmbine aspectele de groază cu efectele comice: „M-am gândit: «Aceasta este o comedie; nu va fi un film înfricoșător.». Așa că ar fi mai bine să relatăm o poveste amuzantă. John Sayles a scris un scenariu foarte spiritual, cu multe replici amuzante. A fost eficient. Am încercat să introduc câteva scene foarte înfricoșătoare, dar ele s-au dovedit a nu fi chiar atât de înfricoșătoare.”.
Acțiunea filmului începe în Florida și se desfășoară în mare parte într-un oraș american tipic (care pare a fi uneori Chicago, iar alteori Detroit sau Los Angeles), dar este presupusă a avea loc în statul Missouri. Atunci când tânăra Marisa se întoarce acasă, împreună cu familia, din vacanța lor în Florida, trec pe lângă o pancartă pe care scrie „Welcome to Missouri”. Un argument în plus îl reprezintă faptul că mașinile de poliție care apare în film au numere de înmatriculare din Missouri. Mai târziu, o prezentatoare de știri menționează că Marisa este „originară din orașul nostru”, ceea ce înseamnă că acțiunea are loc într-un oraș din Missouri, altul decât St. Louis, de unde provine ofițerul de poliție David Madison. Pentru a complica mai mult lucrurile, regizorul afirmă în comentariul versiunii de pe DVD că acțiunea filmului are loc la Chicago.
Filmările au avut loc în realitate în Los Angeles (inclusiv în tunelurile și catacombele de sub străzile orașului) și în împrejurimi și s-au desfășurat în perioada 30 aprilie – 9 iulie 1980. Au fost folosite două echipe de filmare: o echipă principală coordonată de Joseph Mangine și o echipă secundară condusă de Peter Smokler. Din cauza bugetului redus, generatorul folosit de echipa a II-a era de proastă calitate și s-a defectat adesea în timpul filmărilor, iar reflectoarele chiar s-au spart la un moment dat, făcând ca filmările să fie realizate în întuneric. Decorurile filmului au fost realizate de scenograful Michael Erler.
Ca urmare a faptului că aligatorul din cauciuc nu putea reproduce întocmai mișcările unui aligator viu, producătorii au decis să combine secvențele cu „un model lung de 30 de picioare (9 m), care să fie controlat de la distanță și să se miște liber” cu imagini în care să apară un aligator viu; aceste cadre au fost îmbinate în faza de montaj. Aligatorul viu, care era numit „Big Al” de către proprietarii săi, avea o lungime de 19 picioare (aprox. 5,80 m) și, după ce a fost tranchilizat și înfășurat într-o pânză permanent umedă, a fost transportat cu un camion de la o rezervație sălbatică din Louisiana până la Los Angeles. Cum aligatorul nu era prea receptiv la indicațiile regizorale, au fost folosiți în alte secvențe pui de aligator pe un platou miniatural (care au fost măriți optic și transformați ulterior în fotografii live-action) sau chiar un cap și o coadă reală de aligator care erau manevrate prin intermediul unei mașinării.
Cineastul a încercat să introducă în filmul său o scenă înfricoșătoare inspirată din Fălci, fără a obține însă rezultate satisfăcătoare. Discuția cu Verna Fields (monteuza filmului lui Spielberg) l-a ajutat pe Teague să înțeleagă ce a greșit, dar regizorul nu a reușit să obțină bani pentru refilmarea acelei scene. Toate aceste eșecuri au influențat aspectul general al filmului, făcându-l pe scenaristul Sayles să afirme ulterior că filmul „nu este deosebit de înfricoșător... Acel aligator nu era o creatură foarte mobilă. Era ca și cum ți-ar fi frică de un tanc Sherman. Unele chestii din canalizare sunt destul de bine realizate și pline de suspans, dar filmul este înfricoșător numai atunci când aligatorul îl mănâncă pe polițist la început. Asta din cauza picioarelor care atârnă.”.
Muzica filmului trebuia să fie compusă de James Horner (care lucrase anterior cu Teague la The Lady in Red), iar compozitorul scrisese deja o partitură completă, dar nu a mai putut să o înregistreze din cauza unei greve. Horner a trebuit înlocuit cu un alt compozitor, iar compozițiile muzicale au fost realizate în cele din urmă de Craig Hundley. Montajul peliculei a fost executat de Larry Bock și Ron Medico. Durata filmului este de 89 de minute, 91 de minute, 92 de minute sau, după altă sursă, de 94 de minute. Versiunea de televiziune este puțin mai lungă, conținând, printre altele, o secvență în care o mamă își lasă copilul într-un țarc din curte, în timp ce aligatorul se află în apropiere. Lansarea filmului era programată să aibă loc la sfârșitul anului 1980.

## Lansare

### Versiunea cinematografică
Aligatorul a fost lansat la 14 noiembrie 1980 în Los Angeles, după cum reiese din formularul de înscriere la Premiile Academiei Americane de Film, fiind distribuit de compania Group 1 International Distribution Organization. Producătorul a vândut drepturile de difuzare la televiziune pentru o mare sumă de bani, așa că nu a depus prea mare efort pentru organizarea unei campanii de marketing care să contribuie la creșterea vânzărilor de bilete la cinematografe. Postul de televiziune ABC a plătit 3 milioane de dolari pentru drepturile de difuzare ale filmului. Lipsa recenziilor critice în presă l-a îngrijorat pe regizorul Lewis Teague, care s-a deplasat la New York pentru a organiza o vizionare în avanpremieră pentru criticii de film de acolo. Eforturile de popularizare a filmului au avut succes, iar recenziile lui Vincent Canby și ale celorlalți critici au fost aproape toate favorabile, spre uimirea cineastului care nu se aștepta ca filmul să placă la atât de multă lume. Prima vizionare publică a filmului la New York a avut loc abia la 5 iunie 1981, când filmul a fost lansat simultan în cinematografele Cinerama, Broadway și West 47th Street într-o versiune cu durata de 92 de minute. Publicul american a fost interesat, dar, cu toate acestea, Aligatorul nu a obținut rezultate deosebit de bune la box office-ul din SUA și Canada, dar a avut mai mare succes în alte teritorii. Încasările din cinematografe au depășit suma de 6 milioane de dolari și au ajuns la aproximativ 6,5 milioane de dolari.
Revista Daily Variety a raportat în ediția sa din 20 noiembrie 1981 că doi scenariști (David Weinstein și Wahid Bocter) au intentat un proces la Tribunalul Superior din Los Angeles, cerând despăgubiri de 700.000 de dolari pentru „încălcarea contractului implicit” prin folosirea neautorizată a unor idei proprii din scenariile lor intitulate Jaws Three – Networks Two și See You Later, Alligator. Compensația solicitată era defalcată astfel: 100.000 de dolari pentru ideile lor folosite în scenariul lui Sayles, 300.000 de dolari pentru filmul final realizat „într-o manieră insipidă și nepotrivită” și 300.000 de dolari pentru faptul că nu au fost menționați pe genericul filmului. Decizia judecătorilor nu a fost dezvăluită în presă.
Filmul a fost distribuit apoi și în alte țări, printre care Australia (22 ianuarie 1981), Suedia (1 aprilie 1981), Japonia (4 aprilie 1981), Italia (15 august 1981), Republica Federală Germania (8 mai 1981), Țările de Jos (27 mai 1981), Coreea de Sud (20 iunie 1981), Mexic (30 iulie 1981), Peru (6 august 1981), Columbia (26 august 1981), Portugalia (17 septembrie 1981), Argentina (15 octombrie 1981), Uruguay (3 decembrie 1981), Brazilia (8 martie 1982), Franța (16 iunie 1982), Danemarca (17 septembrie 1982), România (16 septembrie 1991) ș.a. Unele difuzări publice s-au remarcat prin inventivitatea organizatorilor: astfel, presa a relatat că proprietarul unei piscine din orașul canadian Victoria (Canada) a proiectat pe un ecran imens filmul Aligatorul, alături de Fălci și Rechinii ucigași, pentru amatorii de senzații tari care făceau baie și a folosit efecte speciale adaptate (lumini subacvatice, valuri și lichide roșii) pentru a crea clienților senzația că pericolul de pe ecran este real, că pot deveni oricând victime și că se scaldă în sânge.
Premiera filmului în România a avut loc în ziua de 16 septembrie 1991; Aligatorul, care a fost prezentat în presa vremii drept „primul film de groază” ce rulează pe ecranele din România, „un palpitant film de anticipație cu vădită tentă de «horror»”, cu acțiunea petrecută la Chicago, sau, mai plastic, „teroare, cadavre, mister, mister, mister pînă în finalul coadă-de-pește” și pe care ziariștii l-au recomandat doar celor „mai puțin [...] slabi de înger”, a rulat în perioada următoare în unele cinematografe bucureștene precum Sala Palatului (septembrie 1991), București (septembrie 1991), Favorit (septembrie 1991), Studio, Flamura și Melodia (septembrie–octombrie 1991), Union și Gloria (octombrie 1991), Excelsior (octombrie 1991), Dacia (octombrie 1991), Munca (octombrie–noiembrie 1991), Floreasca (noiembrie 1991), Doina și Pacea (noiembrie 1991), Viitorul (noiembrie 1991), Ferentari (noiembrie 1991), București (iulie 1992), Grivița (iulie 1992), Buzești (iulie 1992) ș.a., dar și în unele cinematografe din alte orașe (de exemplu, la Iași, Târgu Mureș, Constanța, Timișoara, Reșița, Sfântu Gheorghe, Sibiu, Craiova, Lugoj, Sighișoara și Arad), inclusiv până în noiembrie 1996. Criticii de film români au descris Aligatorul ca fiind „o poveste tensionată, cu necesarul suspans cerut de gen”, în care oamenii sunt puși în fața unei situații limite și își dezvăluie adevăratul caracter. Filmul american a fost difuzat în premieră în România de postul de televiziune Antena 1 în ziua de miercuri 2 martie 1994.

### Versiuni pe suporturi video
Filmul a fost lansat pe casetă VHS în Statele Unite ale Americii de compania Catalina Home Video într-o versiune extinsă cu durata de 98:11 minute. Această versiune conține scene suplimentare de acțiune (blocarea capotei mașinii atunci când tatăl Marissei pleacă de la ferma de crocodili, discuția polițiștilor cu localnicii și panica unei femei care-și abandonase copilul într-un țarc), dar scurtează scenele violente și elimină unele înjurături prin redublarea unor dialoguri. O versiune a filmului pe suport DVD a fost lansată de compania Digital Entertainment la 5 septembrie 2002. Compania Anchor Bay Entertainment⁠(d) a lansat apoi în februarie 2003 în Regatul Unit al Marii Britanii un DVD cu continuarea Aligatorul II (1991), care conține o discuție cu regizorul Lewis Teague și cu actorul Robert Forster, traileruri și biografii ale lui John Sayles, Lewis Teague și Robert Forster.
Compania Lions Gate Entertainment a lansat în 18 septembrie 2007, pentru prima dată în Statele Unite ale Americii, o versiune a filmului pe DVD. Discul conține un nou transfer panoramic anamorf 16x9 din raportul original 1,78:1 și un nou mix de sunet Dolby Digital 5.1, în plus față de mixul mono original. Sunt incluse, de asemenea, comentariul făcut de regizorul Lewis Teague și de vedeta Robert Forster, un filmuleț (17 min.) intitulat Alligator Author în care scenaristul John Sayles prezintă diferențele dintre povestea sa originală și scenariul final și trailerul cinematografic original.
O ediție de colecție a filmului Aligatorul a fost lansată în 22 februarie 2022 de compania de distribuție Shout! Factory într-un set de două discuri 4K Ultra HD și Blu-Ray, sub marca Scream! Factory. Această nouă ediție conține o versiune 4K după negativul original al peliculei și mai multe materiale suplimentare: versiunea extinsă de televiziune a filmului, un comentariu audio cu regizorul Lewis Teague și actorul Robert Forster, interviuri cu actrița Robin Riker (Everybody in the Pool), regizorul Lewis Teague (Wild in the Streets), scenaristul John Sayles (It Walks Among Us și Alligator Author) artistul de efecte speciale Robert Short (Luck of the Gator) și asistentul de producție Bryan Cranston (Gator Guts, the Great River, and Bob), un teaser trailer, un trailer cinematografic, un comentariu al cineastei Karyn Kusama (Trailers from Hell), reclame TV, anunțuri în ziare și o galerie foto (fotografii din film și din culise, afișe, cartele de acces). Specialiștii Eric Henderson și Ed Gonzalez au lăudat calitățile tehnice ale acestei versiuni, realizate pe baza negativului original al peliculei: rezoluția și saturația culorilor „constant uimitoare” și sunetul „robust pe toate planurile” și au afirmat că spectatorii vor dori „să arunce DVD-ul Lionsgate în toaletă” după ce vor vedea această versiune, în timp ce Heather A. Wixson a considerat această versiune „un miracol”.
Compania britanică 101 Films a lansat în 29 ianuarie 2024 un set Blu-ray 4K cu filmele Aligatorul și Aligatorul II, care conține varianta cinematografică și de televiziune a filmului Aligatorul, o variantă restaurată a continuării sale de pe suport video și, în plus, o serie de materiale speciale (interviuri cu regizorul Lewis Teague, scenaristul John Sayles, actorii Robin Riker și Kane Hodder, asistentul de producție Bryan Cranston, trailere, teasere și spoturi TV).

## Recepție

### Aprecieri critice
Filmul a avut parte de recenzii mixte spre pozitive atât în perioada lansării, cât și după lansare, care au evidențiat că Aligatorul respectă formula specifică a filmelor cu monștri și o condimentează cu umor de bună calitate, compensând într-o oarecare măsură lipsurile cauzate de lipsa banilor. Recenzia criticului Kevin Thomas, publicată în ziarul Los Angeles Times, a evidențiat calitatea scenariului lui John Sayles și a interpretărilor lui Robert Forster și Robin Rikers și s-a încheiat cu constatarea că Aligatorul „este, desigur, plin de aiureli, dar este solid, inteligent și arată bine. Este genul de film care îți creează certitudinea că este doar o încălzire pentru lucruri mai mari de la realizatorii săi.”. Criticul Vincent Canby de la The New York Times a scris, de asemenea, o cronică destul de favorabilă a filmului în care a semnalat calitatea „neobișnuit de bună” a scenariului, interpretărilor și regizării și a susținut că, în ciuda bugetului redus care a transformat Aligatorul într-un „«Fălci» defavorizat” și a existenței unor coincidențe greu de crezut, filmul lui Teague oferă un divertisment decent, deoarece „suspansul său este adesea la fel de autentic ca ingeniozitatea sa și cunoașterea pătrunzătoare a clișeelor pe care le folosește”. În aceeași notă pozitivă, criticul ziarului italian L'Unità consemna la momentul lansării în cinematografe că „filmul preferă [...] să alterneze cu sârguință teroarea, acțiunea, tușele sociale, unele probleme psihologice ale personajelor și o doză bună de sentiment”.
Opiniile altor critici americani au fost, de asemenea, favorabile: Kim Newman de la revista Empire a lăudat scenariul „inteligent”, „interpretările solide, efectele speciale eficiente” și „regia energică de categoria B”, susținând că filmul „oferă un divertisment de modă veche cu nuanțe comice și satirice”, Chris Nashawaty de la revista Entertainment Weekly l-a considerat „ingenios, amuzant și minunat de sângeros” și a scris că „[acest] film de categoria B merită un... A-”, ipersonalul revistei Variety a susținut că Aligatorul este „sângeros și gălăgios” și a concluzionat că „oricât de stupid ar putea părea, regizorul Lewis Teague aduce câteva plusuri filmului”, iar Jim Knipfel de la site-ul Den of Geek a acordat filmului 4,5 din 5 stele, numindu-l „inteligent și stilat”.
Cu toate acestea, criticul Roger Ebert a susținut în cronica sa din Chicago Sun-Times că intriga este „absolut stereotipă” deoarece „această poveste a fost filmată de zeci de ori” și a dat filmului doar una din patru stele, sugerând că ar fi cel mai bine „să aruncați acest film în toaletă pentru a vedea dacă se transformă și el în ceva mare și înfricoșător”. O opinie, de asemeni, negativă a formulat-o jurnalistul Ion Ciurdaru de la ziarul Cuvîntul liber din Târgu Mureș, unul din puținii recenzenți români ai acestui film, care a consemnat că acțiunile fiarei „nu par prea terifiante, nu îngrozesc pe nimeni, ci dimpotrivă” și că urmărirea ei este „uneori neputincioasă și ridicolă” și a concluzionat că Aligatorul „nu satisface însă nici exigențele minime, nereușind să se ridice, cu toate momentele bune actoricești, deasupra simplei întîmplări, fiind lipsit de orice element semnificativ și semnificant”.
Istoricul de film John Kenneth Muir, specializat în filmele de groază și autor al mai multor antologii, a considerat că Aligatorul este un film plăcut de vizionat ca urmare a subiectului captivant, a umorului de bună calitate și a prezenței unor scene de acțiune realizate cu îndemânare, notându-l cu trei stele și jumătate din maxim patru. „Filmul este atât înfricoșător, cât și amuzant. [Realizatorii] se concentrează cu înțelepciune mai degrabă pe amenințarea cauzată de creatură decât pe imaginile modelului lor. Suspansul este bine gestionat, iar dialogul ingenios [...] reflectă scepticismul participanților”, scria criticul Darrell Moore. O opinie favorabilă a avut-o, de asemenea, istoricul de film Leonard Maltin, care a dat filmului 3 din 4 stele posibile și a scris: „Dacă trebuie să faci un film despre un aligator uriaș [...], acesta este modul în care trebuie să procedezi – cu un simț al umorului care să contrabalanseze violența așteptată și sperieturile autentice. [...] Nu pierdeți mesajul din scena finală.”. Specialista Sarah Wharton a susținut că, în ciuda faptului că este „destul de departe” de o capodoperă a genului horror prin tonul său uneori prea moralizator și prin numeroasele momente impregnate cu sarcasm, Aligatorul „se remarcă din mulțimea filmelor de calitate inferioară de la începutul anilor 1980 prin unele filmări și montări inovatoare” precum reconstituirea momentului atacării jurnalistului din instantanee fotografice sau a uciderii copilului împins în piscină prin prezentarea la limita dintre subtil și explicit a unor cadre separate cu aligatorul așteptând cu gura căscată și apoi cu înroșirea rapidă a apei. Alți critici specializați în filmele horror precum Chas Balun și Stephen Jones au susținut că, în ciuda faptului că este un film de categoria B, Aligatorul rămâne în memoria publicului prin momentele de suspans și prin umorul negru.
Unii critici consideră că Aligatorul este, alături de filme precum Grizzly (1976), Orca (1977) și Piranha (1978), o „imitație” făcută pentru a profita de succesul filmului Fălci (1975), al cărui principal antagonist este un mare rechin alb, devorator de oameni, urmărit pentru a fi capturat sau ucis de trei tipuri de persoane: un polițist, un om de știință și un vânător. Aligatorul este vânat aici de aceleași trei tipuri de persoane (polițistul, biologul și vânătorul) și, la fel ca în cazul filmului Fălci, există un primar tipic care minimalizează gradul de pericol și permite astfel instaurarea unui regim de teroare în oraș. Istoricul de film Jack Ryan a susținut într-un studiu monografic dedicat scenaristului John Sayles că „Aligatorul parodiază Fălci, precum și Them! (1954) și chiar Piranha”. Într-un discurs ținut în anul 2019 în fața invitaților de la Los Angeles Press Club, cineastul Quentin Tarantino a spus că personajul David Madison (interpretat de Robert Forster) a inspirat personajul Max Cherry (interpretat tot de Forster) din filmul său Jackie Brown (1997).
Enciclopedia cinematografică germană Lexikon des internationalen Films descrie astfel acest film: „Un aligator uriaș crește în rețeaua de canalizare a unui oraș, deoarece se hrănește cu câini infestați cu hormoni de creștere. Monstrul amenință viața cetățenilor până când un inspector de poliție îl doboară cu o încărcătură de dinamită. Un film de groază conceput și pus în scenă într-un mod convențional, a cărui perspectivă critică temporală este umbrită de efecte superficiale de divertisment”, în timp ce criticul revistei germane Cinema din Hamburg consemnează că „în ciuda câtorva clișee, regizorul Lewis Teague oferă un divertisment captivant cu eco-horror-ul său agreabil, condimentat cu un strop de ironie”. Filmul Aligatorul are în prezent un rating de aprobare de 87% pe site-ul agregatorului de recenzii Rotten Tomatoes, pe baza a 30 de recenzii, cu o medie ponderată de 6,80/10. Nu există încă un consens critic cu privire la film.

### Premii
Aligatorul a fost nominalizat în 1981 la premiul Saturn pentru cel mai bun scenariu decernat de Academy of Science Fiction, Fantasy and Horror Films, pe care l-a obținut filmul The Ninth Configuration (1980), regizat de William Peter Blatty, și în 1982 la Marele Premiu al Festivalului Internațional de Film Fantastic de la Avoriaz (Franța), pe care l-a obținut filmul Mad Max 2 (1981), regizat de George Miller. În anul 2008 el a fost nominalizat la Premiul Saturn pentru cea mai bună lansare pe DVD a unui film clasic, pe care l-a obținut filmul The Monster Squad (1987), regizat de Fred Dekker.
În plus, potrivit unei informații comunicate la 18 septembrie 1980 de revista The Hollywood Reporter, filmul lui Lewis Teague a obținut „Premiul de merit” al Asociației Internaționale a Herpetologilor.
| Premiu                                                   | Data ceremoniei  | Categorie                                      | Laureat/laureați | Rezultat     | Note    |
| -------------------------------------------------------- | ---------------- | ---------------------------------------------- | ---------------- | ------------ | ------- |
| Premiile Saturn                                          | iulie 1981       | cel mai bun scenariu                           | John Sayles      | Nominalizare | [ 150 ] |
| Premiile Saturn                                          | 24 iunie 2008    | cea mai bună lansare pe DVD a unui film clasic | Aligatorul       | Nominalizare | [ 152 ] |
| Festivalul Internațional de Film Fantastic de la Avoriaz | 23 ianuarie 1982 | Marele Premiu                                  | Lewis Teague     | Nominalizare | [ 151 ] |

### Referiri culturale
Prima victimă umană cunoscută a aligatorului este Edward Norton, un muncitor din cadrul companiei de exploatare a rețelei de canalizare; un personaj cu același nume, care lucrează ca muncitor la canalizare, apare în sitcomul The Honeymooners (1955–1956). Spre sfârșitul filmului, pe unul dintre pereții canalizării, se află un graffiti cu textul „Harry Lime Lives”, ceea ce este o referire la personajul interpretat de Orson Welles în filmul The Third Man (1949), care a fost ucis în canale.
„Ramon”, aligatorul animatronic folosit pe platoul de filmare al acestui film, a fost donat ulterior clubului american Florida Gators al University of Florida din Gainesville (Florida), pentru a fi folosit ca mascotă. Aligatorul a apărut de mai multe ori înaintea unor meciuri și în timpul pauzei.

## Continuare
O continuare intitulată Alligator II: The Mutation⁠(d) a fost regizată de Jon Hess și lansată direct în format video în 1991. Rolurile principale au fost interpretate aici de Dee Wallace Stone și Joseph Bologna. Lewis Teague a afirmat că i s-a propus să regizeze continuarea, dar condițiile puse de el (scrierea scenariului de către John Sayles și distribuirea lui Robert Forster în rolul principal) nu au fost acceptate de producători deoarece erau prea costisitoare. În ciuda titlului, acest film nu are aceleași personaje și nici aceiași actori ca filmul original, iar acțiunea este în esență asemănătoare cu cea a primului film: transformarea într-un monstru a unui pui de aligator aruncat într-un canal unde fuseseră deversate substanțe chimice.
Majoritatea criticilor au scris recenzii negative, în care au reproșat continuării că are o acțiune aproape identică și efecte speciale mai puțin impresionante în comparație cu filmul original. Într-o recenzie a filmului original, criticul Kim Newman revista Empire a consemnat că „Alligator II: The Mutation este mai mult un remake neinspirat decât o continuare”. Almar Haflidason de la rețeaua de știri BBC Online a scris că filmului îi lipsea „inteligența și mai ales spaimele originalului”. Leonard Maltin l-a descris mai simplu ca „stupid și plictisitor” și i-a oferit calificativul minim: „BOMB”.